# Нікель-кадмієвий акумулятор

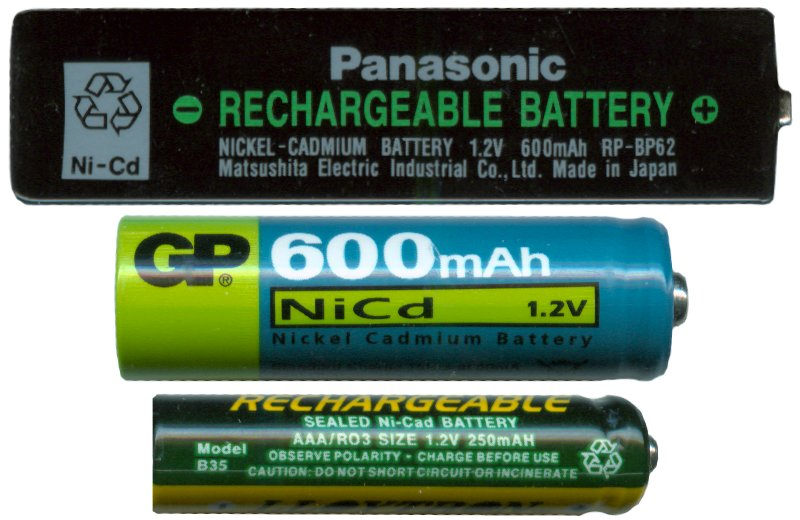
Нікель-кадмієві акумулятори

Нікель-кадмієвий акумулятор (англ. Nickel-cadmium battery, скорочено NiCd) — тип електричного акумулятора.

## Будова
За будовою NiCd акумулятор є схожим на нікель-метал-гідридний акумулятор. Конструкція корпусів Ni-MH акумуляторів і NiCd акумуляторів однакова, конструкція позитивних електродів та склад електроліту — ідентичні.

Код переробки

## Принцип роботи
Анодом є металічний кадмій Cd (у вигляді порошку), електролітом — гідроксид калію KOH з додаванням гідроксиду літію LiOH (для утворення нікелатів літію і збільшення ємності на 21-25 %), катод — гідрат окису нікелю NiOOH з графітовим порошком (близько 5-8 %). ЕРС нікель-кадмієвого акумулятора близько 1,45 В[джерело не вказане 1629 днів], питома енергія близько 45—65 Вт·год/кг. В залежності від конструкції, режиму роботи (тривалі чи короткі розряди), і чистоти матеріалів, що застосовуються, термін служби становить від 100 до 3500 циклів заряд-розряд.
Сучасні (ламельні) промислові нікель-кадмієві батареї можуть служити до 20-25 років. Нікель-кадмієві акумулятори (Ni-Cd) — єдиний тип акумуляторів, який може зберігатися розрядженним — на відміну від нікель-метал-гідридних акумуляторів (Ni-MH), які потрібно зберігати повністю зарядженними, і літій-йонних акумуляторів (Li-ion), які необхідно зберігати при 40%-ому заряді від ємності акумулятора.
При зберіганні у розрядженому стані нікель-кадмієві акумулятори не втрачають працездатності протягом тривалого періоду — до 10 років.